# 埃特雷耶
埃特雷耶（法語：Étreillers，法語發音：[etʁɛje]）是法国上法蘭西大區埃纳省的一个市镇，属于圣康坦区。

## 地理
埃特雷耶（49°49'45"N, 3°9'37"E）面积8.69 平方千米，位于法国上法蘭西大區埃纳省，该省份为法国北部内陆省份，北起北部省，西接索姆省和瓦兹省，东临阿登省和马恩省，西南至塞纳-马恩省，东北部与比利时接壤。
与埃特雷耶接壤的市镇（或旧市镇、城区）包括：阿蒂伊、弗吕基耶尔、鲁皮、萨维、沃昂韦尔芒杜瓦。

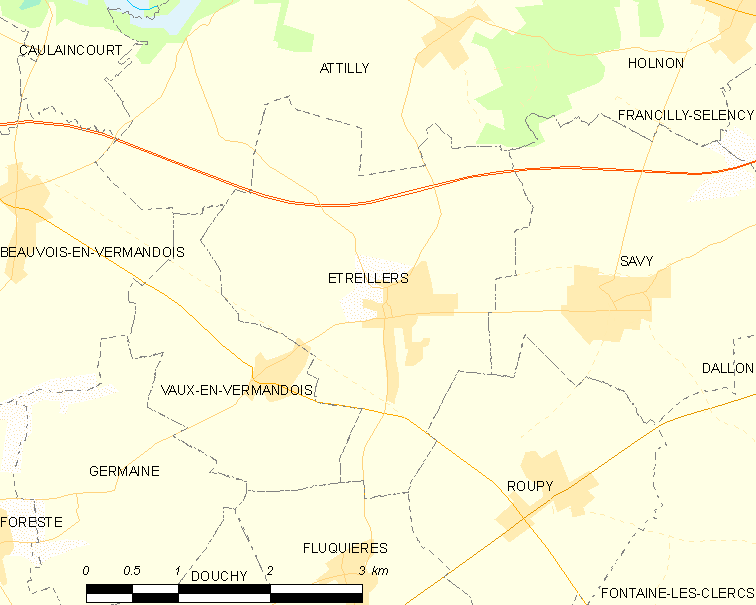
埃特雷耶的OSM定位图

埃特雷耶的时区为UTC+01:00、UTC+02:00（夏令时）。

## 行政
埃特雷耶的邮政编码为02590，INSEE市镇编码为02296。

## 政治
埃特雷耶所属的省级选区为圣康坦第一县。

## 人口

1962-2008年间埃特雷耶人口变化图示

埃特雷耶于2022年1月1日时的人口数量为1176人。